# Lassay-les-Châteaux

Lassay-les-Châteaux este o comună în departamentul Mayenne, Franța. În 2009 avea o populație de 2,439 de locuitori.